# ديفيد تشنغ
ديفيد تشنغ (بالإنجليزية: David Cheng)‏ هو سائق سيارة سباق أمريكي، ولد في 21 يوليو 1989 في بكين في الصين.

## وصلات خارجية
- ديفيد تشنغ على موقع Racing-Reference.info (الإنجليزية)
- ديفيد تشنغ على موقع DriverDB.com (الإنجليزية)

- الموقع الرسمي